# Martirologi Jeronimià
El Martirologi Jeronimià, molt conegut en la seva forma llatina Martyrologium Hieronymianum, és una llista de màrtirs cristians, erròniament atribuïda a Jeroni d'Estridó. És un martirologi de caràcter general i compilador, compost per nombrosos martirologis locals, recollits de diverses fonts literàries. Va ser escrit a Itàlia a la segona meitat del segle v, i va tenir una revisió crítica a la Gàl·lia, probablement a Auxerre, al voltant de l'any 600. Totes les edicions d'aquest martirologi conservades procedeixen d'aquesta revisió gal·la.
Pel que fa al seu contingut, a banda de les addicions posteriors, consta del martirologi general de les Esglésies Orientals, el martirologi local de l'Església de Roma, un martirologi general d'Itàlia, i un altre de la província d'Àfrica, i algunes fonts literàries, entre elles Eusebi de Cesarea. Per citar els sants que hi apareixen, primer apareix l'element topogràfic i, després, el nom del sant. Per exemple: «III id. ian. Romæ, in cymiterio Callisti, via Appia, depositio Miltiadis episcopi» (Tres dies d'idus de gener. Roma, al cementiri de Calixt, via Àpia, hi ha enterrat el bisbe Míltiades). A causa de les diferents versions existents, i la impossibilitat de recrear la versió original del martirologi, en moments en què s'ha restaurat un text, apareixen els problemes del seu origen i el seu valor documental.